# Afroedura
Afroedura é um género de répteis escamados da família Gekkonidae.
Este género é endémico de África (África do Sul, Angola, Namíbia, Moçambique e Zimbabue).

## Espécies e subespécies
- Afroedura africana
  - Afroedura africana africana
  - Afroedura africana namaquensis
  - Afroedura africana tirasensis
- Afroedura amatolica
- Afroedura bogerti
- Afroedura hawequensis
- Afroedura karroica
  - Afroedura karroica karroica
  - Afroedura karroica halli
- Afroedura loveridgei
- Afroedura nivaria
- Afroedura pondolia
  - Afroedura pondolia pondolia
  - Afroedura pondolia haackei
  - Afroedura pondolia langi
  - Afroedura pondolia major
  - Afroedura pondolia marleyi
  - Afroedura pondolia multiporis
- Afroedura tembulica
- Afroedura transvaalica
  - Afroedura transvaalica transvaalica
  - Afroedura transvaalica loveridgei